# 대한민국 민법 제1060조
대한민국 민법 제1060조는 유언의 요식성을 규정한 민법 친족상속법 조문이다.

## 조문
제1060조(유언의 요식성) 유언은 본법의 정한 방식에 의하지 아니하면 효력이 생하지 아니한다.

第1060條(遺言의 要式性) 遺言은 本法의 定한 方式에 依하지 아니하면 效力이 생하지 아니한다.

## 비교 조문
일본민법 제960조(유언의 방식) 유언은 이 법률이 정하는 방식에 따르지 아니하면 할 수 없다.

## 해설
시체 해부 및 보존 등에 관한 법률에 따라 시체의 해부에 관하여 「민법」 제1060조에 따른 유언이 있을 때에는 시체 해부에 대한 유족의 동의없이도 해부가 가능하다.

## 판례
- 민법 제1060조는 “유언은 본법의 정한 방식에 의하지 아니하면 효력이 발생하지 아니한다.”고 규정하여 유언에 관하여 엄격한 요식성을 요구하고 있고, 이는 민법이 유언의 한 방식으로 규정하고 있는 제1068조 소정의 ‘공정증서에 의한 유언'이 유효하기 위하여 요구되는 증인의 자격에 대한 판단을 함에 있어서도 동일하다고 볼 것이므로, 유언공정증서에 있어 증인결격자의 예외를 정하고 있는 공증인법 제33조 제3항 단서 및 제29조 제2항 ‘촉탁인이 참여인의 참여를 청구한 경우’에 해당하는지 여부 역시 공정증서에 의한 유언의 요식성에 비추어 객관적인 자료를 근거로 엄격하게 판단되어야 할 것이다.[2]
- 대법원은 "민법 제1060조는 '유언은 본법의 정한 방식에 의하지 아니하면 효력이 발생하지 아니한다'고 정하여 유언에 관하여 엄격한 요식성을 요구하고 있으나, 피성년후견인과 피한정후견인의 유언에 관하여는 행위능력에 관한 민법 제10조 및 제13조가 적용되지 않으므로(민법 제1062조), 피성년후견인 또는 피한정후견인은 의사능력이 있는 한 성년후견인 또는 한정후견인의 동의 없이도 유언을 할 수 있다"[3]

## 같이 보기
- 시체 해부 및 보존 등에 관한 법률

## 참고 문헌
- 오현수, 일본민법, 진원사, 2014. ISBN 978-89-6346-345-2
- 오세경, 대법전, 법전출판사, 2014 ISBN 978-89-262-1027-7
- 이준현, LOGOS 민법 조문판례집, 미래가치, 2015. ISBN 979-1-155-02086-9